# Salvador Cabrera
Salvador Cabrera Aguirre (Città del Messico, 21 agosto 1973) è un ex calciatore messicano, di ruolo difensore.